# Romain Faivre
Romain Faivre (Asnières-sur-Seine, 14 luglio 1998) è un calciatore francese, centrocampista del Brest, in prestito dal Bournemouth.

## Caratteristiche tecniche
È un  centrocampista  con predisposizione offensiva, può giocare da trequartista o da esterno, è dotato di una buona vena realizzativa.

## Carriera
Nato ad Asnières-sur-Seine da padre francese e madre algerina, è approdato nel settore giovanile del RC France all'età di 9 anni, rimanendovi fino al 2014 quando è passato al Tours. Nel 2015 è stato promosso in seconda squadra, militante in Championnat de France amateur 2, dove ha collezionato 12 presenze nelle successive tre stagioni trovando anche una rete (contro il Le Mans).
Nel mercato estivo del 2017 è stato acquistato dal Monaco che lo ha subito aggregato alla propria seconda squadra. Il 12 febbraio 2018 ha firmato il suo primo contratto professionistico con il club monegasco, effettivo a partire dal luglio seguente, ed il 19 dicembre 2018 ha debuttato con la prima squadra in occasione dell'incontro di Coupe de la Ligue vinto 1-0 contro il Lorient. Pochi giorni più tardi ha debuttato anche in Ligue 1 giocando da titolare l'incontro casalingo perso 2-0 contro il Guingamp. In seguito all'esonero del tecnico Thierry Henry Faivre è stato relegato nuovamente nella seconda squadra, dove ha disputato il resto della stagione e la stagione successiva, prima di essere ceduto a titolo definitivo al Brest il 30 giugno 2020.
Il 31 gennaio 2022 viene ceduto a titolo definitivo all'Olympique Lione.
Dopo avere reso al di sotto delle aspettative, il 28 gennaio 2023 viene ceduto in prestito al Lorient.
Il 13 luglio 2023 viene ceduto al Bournemouth per 15 milioni di sterline. Contestualmente il club inglese cede la giovane ala francese in prestito al Lorient, facendo così ritorno in Bretagna. Dopo 34 presenze e 10 reti, il 31 gennaio 2024 il prestito viene risolto.
Il 16 agosto 2024 viene ceduto in prestito al Brest.

## Statistiche

### Presenze e reti nei club
Statistiche aggiornate al 4 maggio 2024
| Stagione        | Squadra         | Campionato      | Campionato | Campionato | Coppe nazionali | Coppe nazionali | Coppe nazionali | Coppe continentali | Coppe continentali | Coppe continentali | Altre coppe | Altre coppe | Altre coppe | Totale | Totale |
| Stagione        | Squadra         | Comp            | Pres       | Reti       | Comp            | Pres            | Reti            | Comp               | Pres               | Reti               | Comp        | Pres        | Reti        | Pres   | Reti   |
| --------------- | --------------- | --------------- | ---------- | ---------- | --------------- | --------------- | --------------- | ------------------ | ------------------ | ------------------ | ----------- | ----------- | ----------- | ------ | ------ |
| 2014-2015       | Tours 2         | CFA2            | 1          | 0          |                 | -               | -               |                    | -                  | -                  |             | -           | -           | 1      | 0      |
| 2015-2016       | Tours 2         | CFA2            | 3          | 0          |                 | -               | -               |                    | -                  | -                  |             | -           | -           | 3      | 0      |
| 2016-2017       | Tours 2         | CFA2            | 8          | 1          |                 | -               | -               |                    | -                  | -                  |             | -           | -           | 8      | 1      |
| Totale Tours 2  | Totale Tours 2  | Totale Tours 2  | 12         | 1          |                 | -               | -               |                    | -                  | -                  |             | -           | -           | 12     | 1      |
| 2017-2018       | Monaco 2        | N2              | 20         | 2          |                 | -               | -               |                    | -                  | -                  |             | -           | -           | 20     | 2      |
| 2018-2019       | Monaco 2        | N2              | 21         | 2          |                 | -               | -               |                    | -                  | -                  |             | -           | -           | 21     | 2      |
| 2019-2020       | Monaco 2        | N2              | 21         | 5          |                 | -               | -               |                    | -                  | -                  |             | -           | -           | 21     | 5      |
| Totale Monaco 2 | Totale Monaco 2 | Totale Monaco 2 | 62         | 9          |                 | -               | -               |                    | -                  | -                  |             | -           | -           | 62     | 9      |
| 2018-2019       | Monaco          | L1              | 1          | 0          | CF+CdL          | 1+2             | 0               |                    | -                  | -                  |             | -           | -           | 4      | 0      |
| 2020-2021       | Brest           | L1              | 36         | 6          | CF              | 1               | 0               |                    | -                  | -                  |             | -           | -           | 37     | 6      |
| 2021-2022       | Brest           | L1              | 21         | 7          | CF              | 1               | 1               |                    |                    |                    |             |             |             | 22     | 8      |
| gen.-giu. 2022  | Olympique Lione | L1              | 14         | 3          | CF              | 0               | 0               | UEL                | 4                  | 0                  | -           | -           | -           | 18     | 3      |
| 2022-gen.2023   | Olympique Lione | L1              | 10         | 0          | CF              | 0               | 0               | -                  | -                  | -                  | -           | -           | -           | 10     | 0      |
| Totale Lione    | Totale Lione    | Totale Lione    | 24         | 3          |                 | 0               | 0               |                    | 4                  | 0                  |             | -           | -           | 28     | 3      |
| gen.-giu. 2023  | Lorient         | L1              | 16         | 5          | CF              | 1               | 0               | -                  | -                  | -                  | -           | -           | -           | 17     | 5      |
| 2023-gen. 2024  | Lorient         | L1              | 17         | 5          | CF              | 0               | 0               | -                  | -                  | -                  | -           | -           | -           | 17     | 5      |
| Totale Lorient  | Totale Lorient  | Totale Lorient  | 34         | 10         |                 | 1               | 0               |                    | -                  | -                  |             | -           | -           | 35     | 10     |
| gen.-giu. 2024  | Bournemouth     | PL              | 5          | 0          | FACup+CdL       | -               | -               | -                  | -                  | -                  | -           | -           | -           | 5      | 0      |
| Totale carriera | Totale carriera | Totale carriera | 195        | 36         |                 | 6               | 1               |                    | 4                  | 0                  |             | -           | -           | 205    | 37     |

### Cronologia presenze e reti in nazionale
| Cronologia completa delle presenze e delle reti in nazionale ― Francia under 21 | Cronologia completa delle presenze e delle reti in nazionale ― Francia under 21 | Cronologia completa delle presenze e delle reti in nazionale ― Francia under 21 | Cronologia completa delle presenze e delle reti in nazionale ― Francia under 21 | Cronologia completa delle presenze e delle reti in nazionale ― Francia under 21 | Cronologia completa delle presenze e delle reti in nazionale ― Francia under 21 | Cronologia completa delle presenze e delle reti in nazionale ― Francia under 21 | Cronologia completa delle presenze e delle reti in nazionale ― Francia under 21 |
| Data                                                                            | Città                                                                           | In casa                                                                         | Risultato                                                                       | Ospiti                                                                          | Competizione                                                                    | Reti                                                                            | Note                                                                            |
| ------------------------------------------------------------------------------- | ------------------------------------------------------------------------------- | ------------------------------------------------------------------------------- | ------------------------------------------------------------------------------- | ------------------------------------------------------------------------------- | ------------------------------------------------------------------------------- | ------------------------------------------------------------------------------- | ------------------------------------------------------------------------------- |
| 8-10-2020                                                                       | Strasburgo                                                                      | Francia under 21                                                                | 5 – 0                                                                           | Liechtenstein under 21                                                          | Qual. Europeo Under-21 2021                                                     | 1                                                                               | 44’                                                                             |
| 12-10-2020                                                                      | Strasburgo                                                                      | Francia under 21                                                                | 1 – 0                                                                           | Slovacchia under 21                                                             | Qual. Europeo Under-21 2021                                                     | -                                                                               | 61’                                                                             |
| 12-11-2020                                                                      | Vaduz                                                                           | Liechtenstein under 21                                                          | 0 – 5                                                                           | Francia under 21                                                                | Qual. Europeo Under-21 2021                                                     | 1                                                                               | 64’                                                                             |
| 16-11-2020                                                                      | Le Havre                                                                        | Francia under 21                                                                | 3 – 1                                                                           | Svizzera under 21                                                               | Qual. Europeo Under-21 2021                                                     | -                                                                               | 75’                                                                             |
| 25-3-2021                                                                       | Szombathely                                                                     | Francia under 21                                                                | 0 – 1                                                                           | Danimarca under 21                                                              | Europeo Under-21 2021 - 1º turno                                                | -                                                                               | 77’                                                                             |
| 28-3-2021                                                                       | Szombathely                                                                     | Russia under 21                                                                 | 0 – 2                                                                           | Francia under 21                                                                | Europeo Under-21 2021 - 1º turno                                                | -                                                                               | 70’                                                                             |
| 31-3-2021                                                                       | Győr                                                                            | Islanda under 21                                                                | 0 – 2                                                                           | Francia under 21                                                                | Europeo Under-21 2021 - 1º turno                                                | -                                                                               | 61’                                                                             |
| 31-5-2021                                                                       | Budapest                                                                        | Paesi Bassi under 21                                                            | 2 – 1                                                                           | Francia under 21                                                                | Europeo Under-21 2021 - Quarti di finale                                        | -                                                                               | 60’                                                                             |
| Totale                                                                          |                                                                                 | Presenze                                                                        | 8                                                                               |                                                                                 | Reti                                                                            | 2                                                                               |                                                                                 |